# Думбадзе, Владимир Елизбарович
Влади́мир Елизба́рович Думба́дзе (1879, село Зомлети, Озургетский уезд, Кутаисская губерния — 1934) — советский политический деятель. Член ВКП(б), Председатель Президиума ЦК КП Азербайджана (15 сентября 1920 — 24 октября 1920).
В 1927 году был арестован и приговорён ОС КОГПУ к 3-м годам ссылки в Крым. 26 декабря 1934 года арестован повторно и 4 апреля 1935 года приговорён ОС НКВД СССР к пяти годам лишения свободы.